# Festuca filiformis
Festuca filiformis — вид однодольних квіткових рослин з родини злакових (Poaceae).

## Опис
Багаторічна зелена трав'яниста рослина, що утворює невеликі пучки. Стебла прямі, гладкі, 10–45 см заввишки, 1–3-вузлуваті. Приземні листки тонкі, ніжні, з гладкою чи шорсткою поверхнею, з тупою чи гострою верхівкою, діаметром 0.2–0.4(0.5) мм, 3–25 см завдовжки, з внутрішньої сторони переважно 3-ребристі, у перерізі овальної форми, їх піхви тверді, солом'яно-жовто-коричневі; стеблові листки згорнуті, як і листки безплідних пагонів, язичок не більше 0.5 см завдовжки. Суцвіття — бідна одностороння розгалужена волоть 2–10 см завдовжки, гола. Колоски 3–8-квіткові, зі зменшеними квітками на верхівці, еліптичні чи довгасті, стиснуті з боків, 3–7 мм у довжину. Колоскові луски нерівні; нижня — ланцетоподібна, 1.5–2.5 мм завдовжки, без кілів, 1-жилкова, верхівка загострена; верхня — ланцетоподібна, 2.5–3.5 мм завдовжки, 1 довжини сусідньої фертильної леми, без кілів, 3-жилкова, верхівка загострена. Родюча лема яйцеподібна, 2.5–3.5 мм завдовжки, без кіля, 5-жилкова, верхівка гостра. Палея 1 довжина леми, 2-жилковата. Верхівкові безплідні квітки, схожі на плодючі, але недорозвинені. Довжина зерен 2–3 мм.

## Поширення
Поширення: Алжир, Марокко, Європа; інтродукований у Канаді, США, Новій Зеландії, пд. Аргентини, пд. Чилі.
Росте на піщаних дюнах, сухих луках, пасовищах, вересовищах, на узліссях, а також на більш сухих ділянках боліт. Він шукає бідні поживними речовинами невапнякові ґрунти. Часто зустрічається на галявинах на старих зарослих мурашниках.